# K.A. Almgrens sidenväveri
K. A. Almgren sidenväveri & museum är norra Europas äldsta bevarade sidenväveri, beläget i närheten av Slussen på Södermalm i Stockholm. Väveriet grundades 1833 av sidenfabrikör Knut August Almgren och numera inhyst i lokaler uppförda 1862. Byggnaden är sedan 2020 Kulturbyggnadsminnesmärkt av länsstyrelsen i Stockholm. K.A. Almgrens sidenväveri är kunglig hovleverantör av siden sedan 1844.
Väveriet var under slutet av 1800-talet stundvis Skandinaviens största kvinnoarbetsplats. Idag bedrivs vävning i liten skala samt museiverksamhet med basutställning och tillfälliga utställningar.
K.A. Almgrens sidenväveri utsågs till årets arbetslivsmuseum 2024.

## Knut Almgren
Knut August Almgren, född 1806 i Västerås, arbetade under 1820-talet som bokhållare och marknadsförsäljare för sidenfirman Mazér & kompani i Stockholm, där hans äldre bror Johan Almgren var delägare. Han visade tidigt tecken på att vara en skicklig säljare. Efter att i ungdomen ha drabbats av TBC sändes han till Montpellier i Frankrike, där han efter en tids behandling reste vidare till Lyon. Lyon var då Europas ledande centrum för sidentillverkning. Där brukades den moderna Jacquardmekaniken, som underlättade arbetet med sidentillverkningen. Efter två års studier lyckades Knut Almgren smuggla ut flera Jacquardmekaniker med sig till Stockholm.
Väl i Stockholm grundade han K.A. Almgren sidenväveri år 1833. Med tiden blev Knut Almgren bland annat hovleverantör, riksdagsman i ståndsriksdagen och en av grundarna till nuvarande Handelsbanken.

## Historik

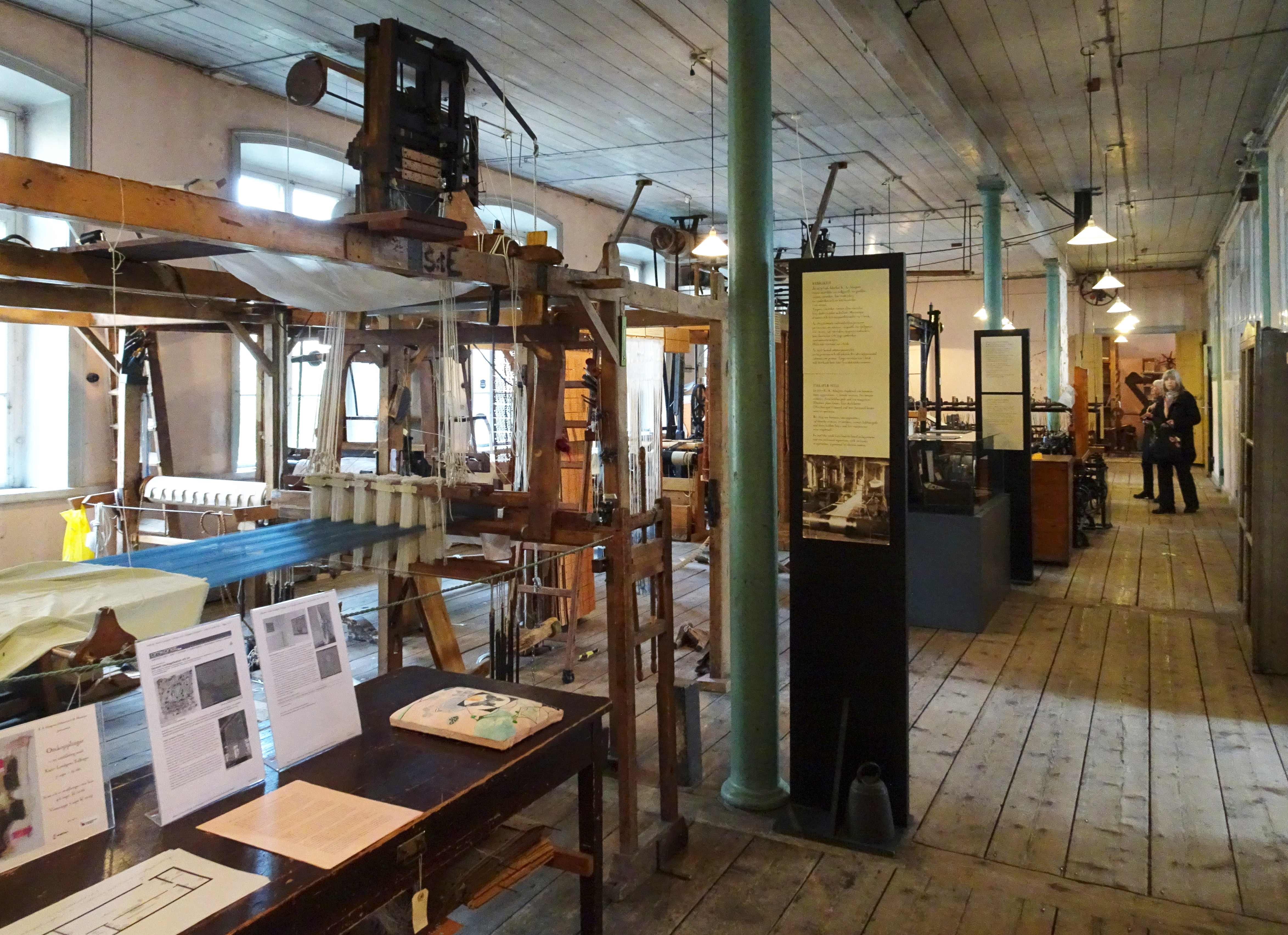
Vävsalen.

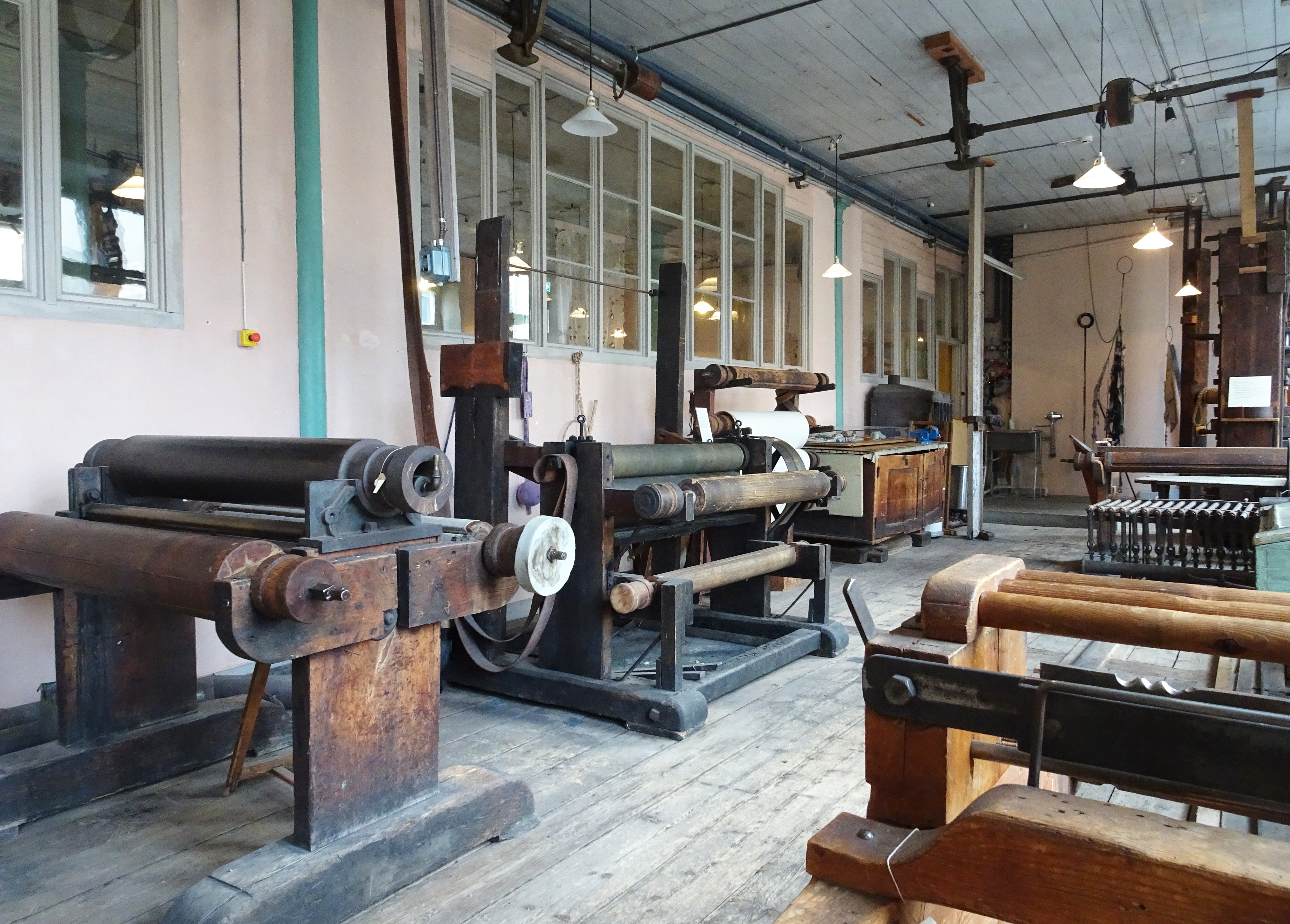
Moiréverkstaden.

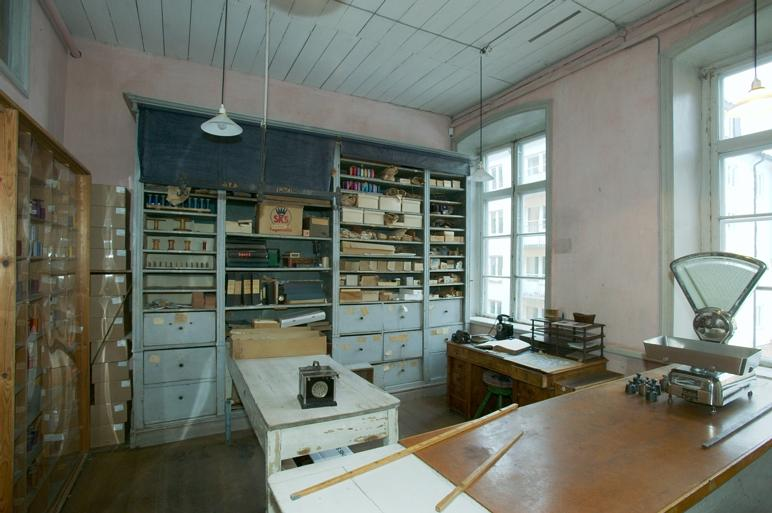
Verkmästarkontoret.

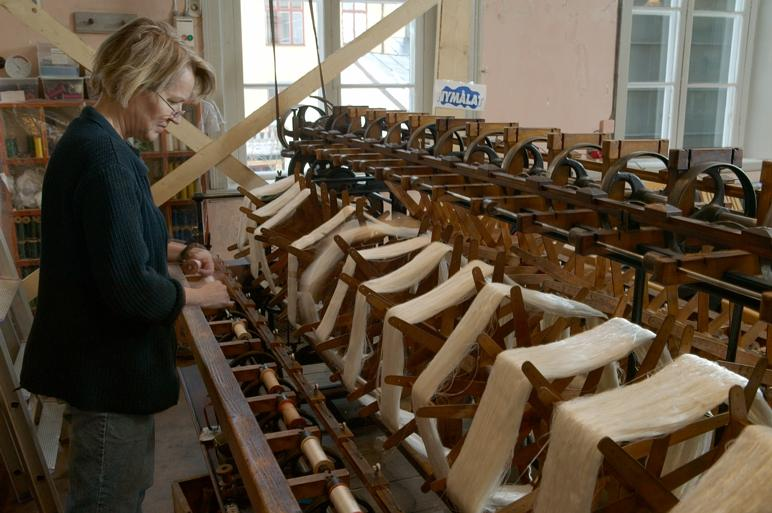
Almgrens sidenväveri: bobinmaskin. Silkeshärvan dras upp på bobiner (stora trådrullar).

Knut August Almgren grundade K.A. Almgren sidenväveri år 1833. Almgrens första fabrik var liten och inhyst i ett gammalt vagnsskjul på Svartens gränd (nuvarande Svartensgatan) i kvarteret Häcklefjäll vid Mosebacke. År 1837 gifte sig Almgren med en av sina anställda, Lovisa Albertina Campbell. Paret bosatte sig i ett angränsande hus till väveriet och fick med tiden fyra söner.

### Fastigheter
År 1844 blev Almgrens sidenväveri utsett till hovleverantör av Oscar I. Två år senare köpte Knut August Almgren en större fastighet i kvarteret Västergötland, mellan Repslagargatan och Götgatan för att utvidga verksamheten. Här byggde han till en existerande byggnad för företaget. Familjen Almgren flyttade in i huset mot Götgatan. År 1862 byggdes huset vid Repslagargatan 15 som ännu är i bruk som väveri och museum. 1872 förvärvade Almgren Sankt Paulsgatan 72, och 1875 lät han bygga ett hus på Ragvaldsgatan 16. Båda dessa byggnader användes som väverier och bostad åt personal. Kontorslokaler inhystes på Stora Nygatan 44 mellan 1869 och 1886 och på Kornhamnstorg 6 mellan 1886 och 1963.

### Verksamheten
Almgrens sidenväveri producerade en mängd olika sidenprodukter. Den största produkten var sidensjalen som i främsta hand brukades av kvinnor. Bruket av sidensjal var ett mode som höll i sig från 1700-talets slut och under hela 1800-talets gång. Sjalarna bars både som huvudbonad för att täcka håret, och över axlarna. Almgrens sjalar såldes i Sverige men exporterades även till Norge, Finland, Danmark, Ryssland och i viss mån USA. 
En annan betydande produkt från Almgrens produktion var sidenband som beställdes för utnämningar och graderingar inom det civila samhället samt en mängd olika ordenssällskap.
Almgrens sidenväveri hade en stor tillverkning av tyger på löpmeter och utförde beställningsarbeten för privata kunder eller offentliga miljöer. Ett uppdrag var tyget till drottning Sofias kröningsklänningar 1872.
Några av de miljöer som beklätts av möbeltyger och väggbeklädnader från Almgrens inkluderar Stockholms slott, Drottningholms slott, Rosendals slott, Waldemarsudde, Kungliga Operan, Stockholms stadshus, Riksbanken, och Nordiska Kompaniet i Stockholm.  

### Utställningar
K.A. Almgren sidenväveri deltog i flera av de stora världs- och industriutställningar som ägde rum i Europa och USA under 1800- och 1900-talen. Bland annat kan nämnas världsutställningarna i London 1851 och 1862, Paris 1855 och 1878, Wien 1873, Philadelphia 1876, samt Chicago 1893. Man var även representerad på utställningar som Allmänna konst- och industriutställningen i Stockholm 1897 och Baltiska utställningen i Malmö 1904.

## Arbetsvillkor
Almgrens sidenväveri blev tidigt en kvinnoarbetsplats, där majoriteten av de anställda arbetarna var kvinnor. Sidenarbetarna var, precis som i andra industrier under den industriella revolutionen, specialiserade på en enda uppgift. Bland arbetstitlarna kan nämnas vinderskor, varperskor, väverskor, spolerskor och franserskor.
Under 1870-talet var företaget som störst och anställde då 288 personer. Den största gruppen anställda var väverskorna. Arbetet leddes av en verkmästare som var ansvarig för produktionen. Många anställda började på fabriken i 12-årsåldern som spolflickor eller spolgossar och stannade i flera decennier. Väverskornas lön beräknades på ackord enligt vilket mönster den anställda vävde eller hur många sjalar hon producerade.

## 1900-talet
När Knut August Almgren dog 1884 tog sonen Oscar Mauritz Almgren över företaget och drev det fram till sin död 1910. Oscar Almgren var både grosshandlare och aktiv i Stockholms stadsfullmäktige. Han stod inför en svår uppgift då efterfrågan på flera sidenprodukter började minska runt sekelskiftet 1900. Produktionen började därför redan under Oscar Almgrens tid att minska i omfattning. 

### Bolagen
Vid Oscar Almgrens bortgång överlämnades driften av företaget till Victor Brattberg, tidigare kontorsanställd.
Under familjen Brattbergs ledning startades flera nya bolag upp under Almgrens namn; Almgrens konfektion, Almgrens kappfabrik, Almgrens manufaktur, Almgrens agentur och Almgrens kravattfabrik. Sidenväveriet bestod men var från mitten av 1940-talet specialiserat på att väva ordensband.

### Tekokrisen
Under 1950- och 1960-talet drabbades Almgrens, som andra svenska textilindustrier av tekokrisen. Väveriet på Repslagargatan 15 bestod fram till 1974 innan man bedömde att verksamheten var för olönsam. Verksamheten lade tillfälligt ned. På flera våningsplan i fabriksbyggnaden höll Idun Lovéns konstskola till under ett antal år.

## Återstart och inrättande av museum
Under 1980-talet genomförde Stadsmuseet i Stockholm en större inventering av byggnaden på Repslagargatan, eftersom det lämnats kvar vävredskap och fast inredning vid stängningen. Resultatet av inventeringen var att det bedömdes som angeläget att vävsalen bevarades för museiverksamhet.
År 1991 startade Oscar Almgren, barnbarnsbarnbarn, till Knut August Almgren upp verksamheten igen med vävning i mindre skala och museiverksamhet i privat regi. 2002 bildades Stiftelsen K.A. Almgren sidenväveri & museum som idag driver verksamheten. Stiftelsen bedriver verksamhet för allmänheten, samt erbjuder visningar av lokalerna, tillfälliga konstutställningar och skolverksamhet.
2005 öppnade utställningslokaler på husets vind. 2023 invigdes en ny basutställning under namnet ”Fabriken”.

## Bilder

I vävsalen
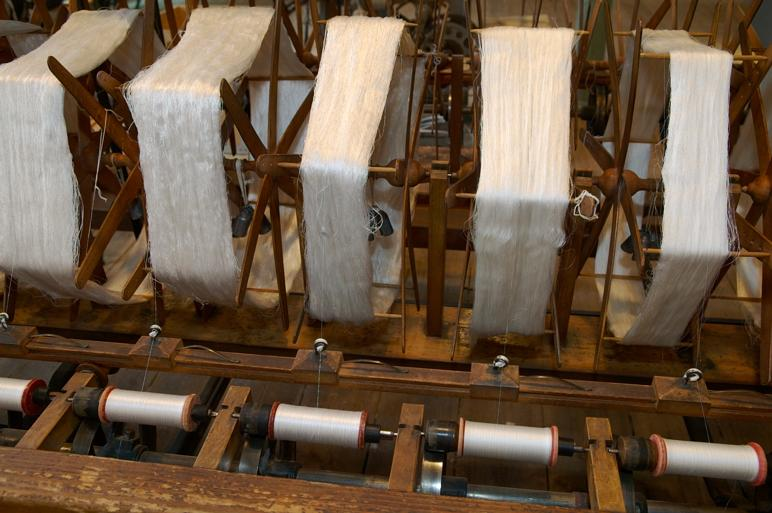
Silkeshärvor dras upp på bobiner.
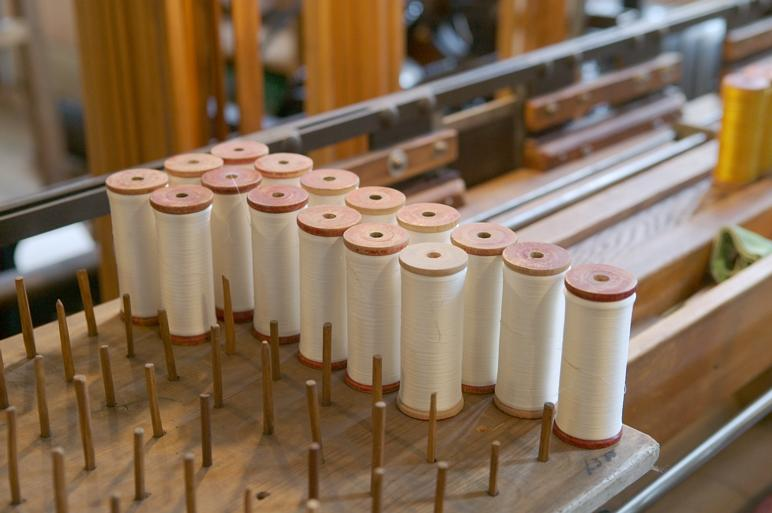
Färdiga bobiner, varpgarn.
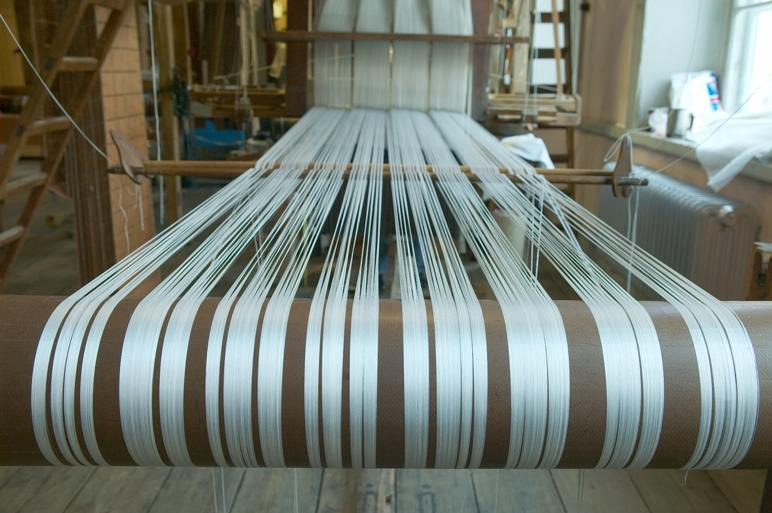
Varpen i vävstolen.
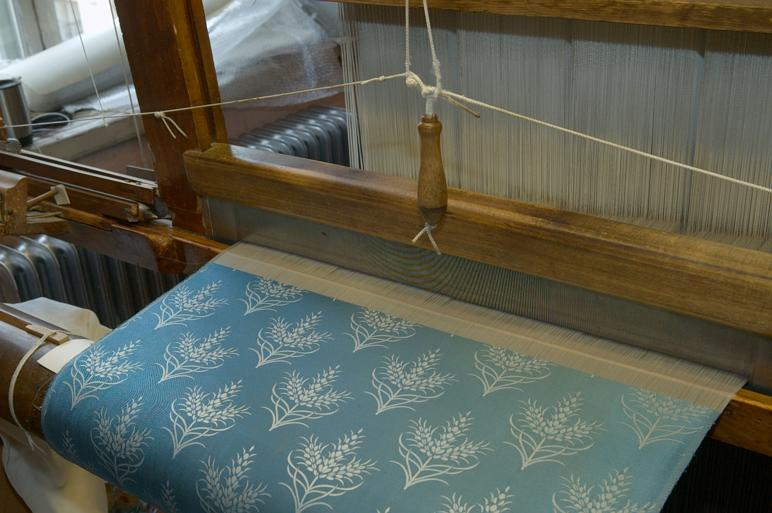
Möbeltyg "Ax" i sidendamast.

Museet på vinden
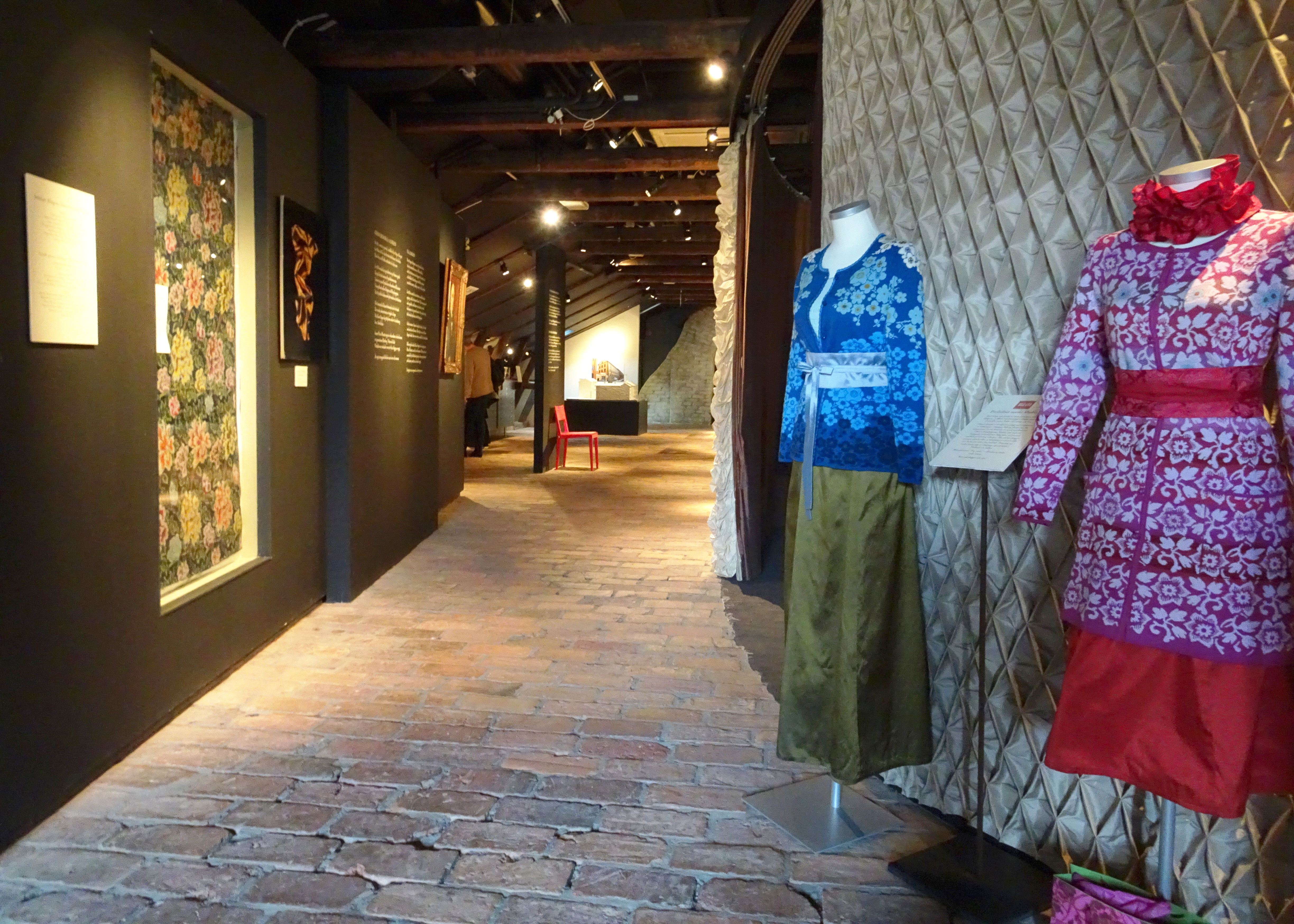
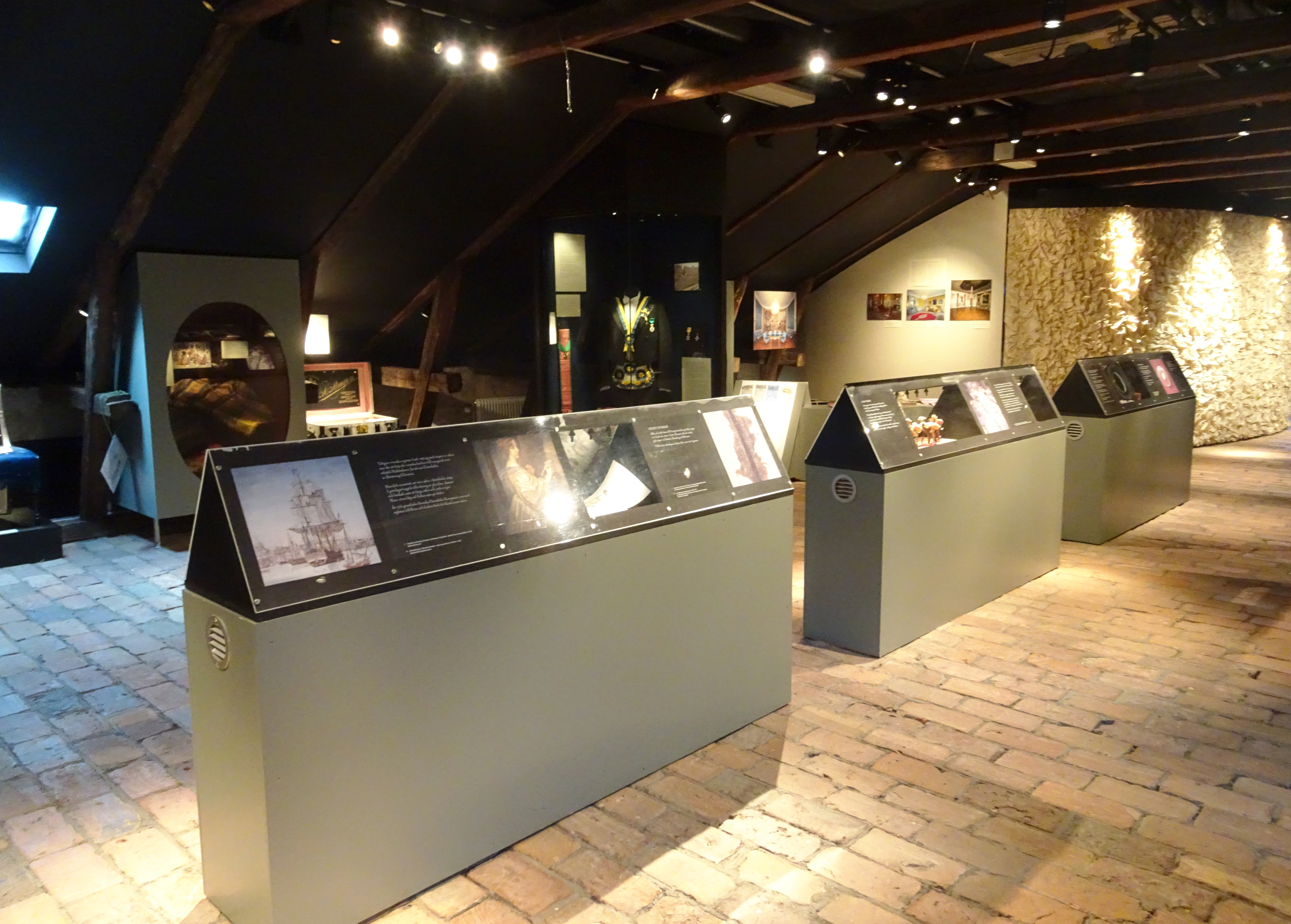
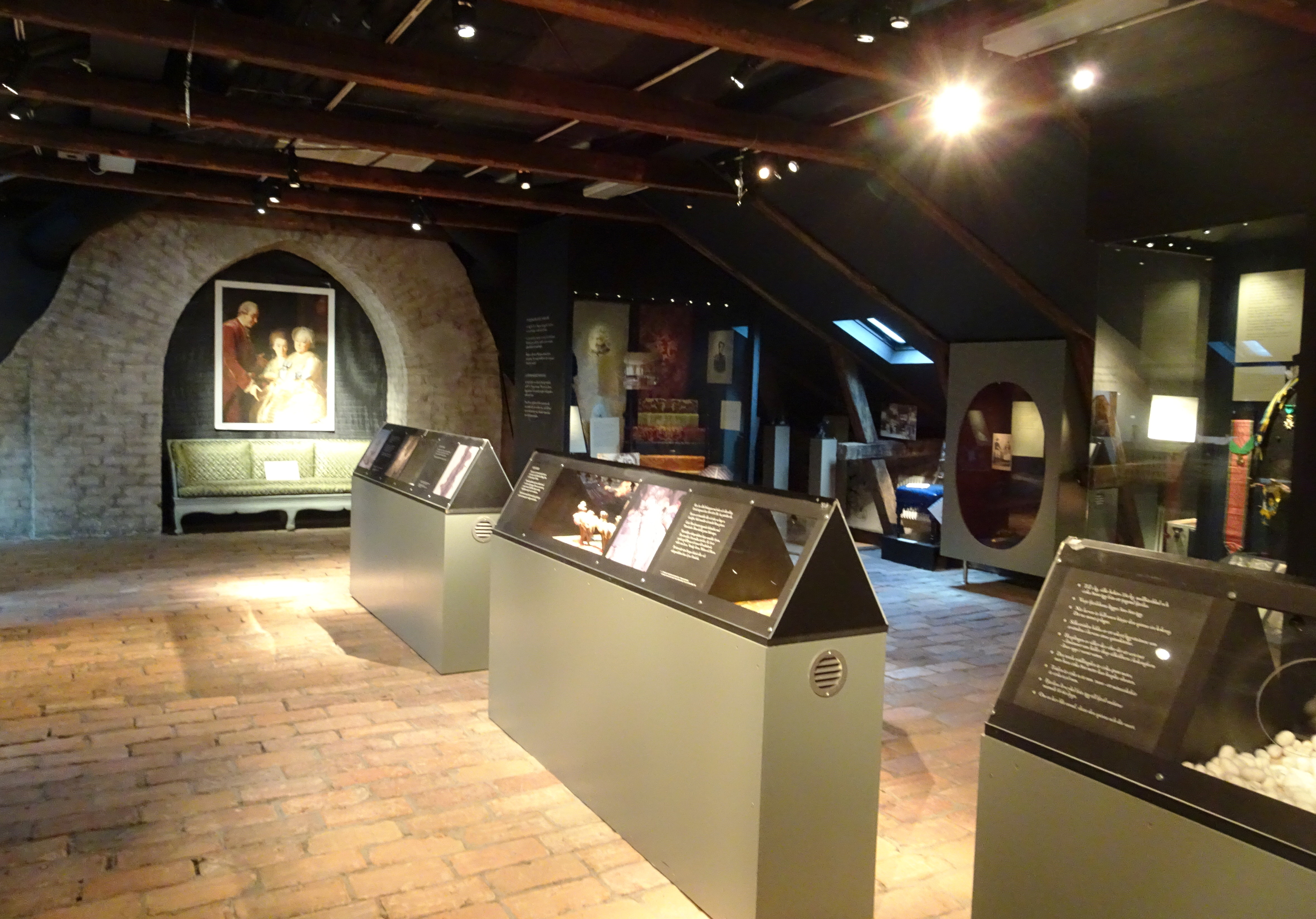
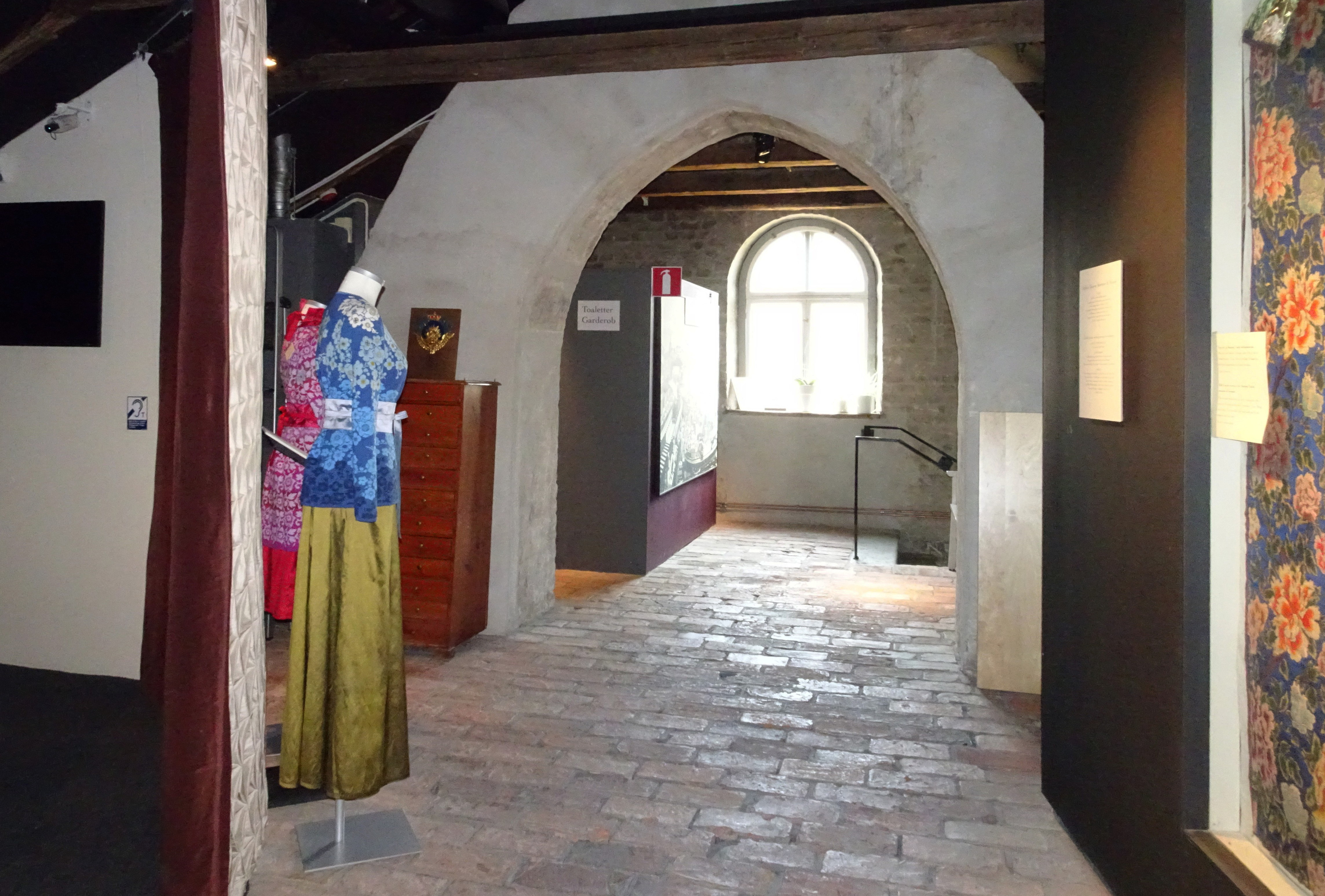